# Codans bølge
Codans bølge er en dansk eksperimentalfilm fra 1985, der er instrueret af Carl Schenstrøm Nørrested. Filmen blev påbegyndt som et almindeligt spillefilmprojekt i 1964 men blev lagt på hylden. Det var oprindelig ikke intentionen, at den skulle være eksperimentel. Men da den blev så forskrækkelig, blev filmen animeret af Carl Sch. Nørrested og Steen Ulrik Tvermoes i 1968. I 1984 fik filmen lydside og blev færdigredigeret på Det Danske Filmværksted.

## Handling
Denne artikel mangler et handlingsreferat. Hjælp os med at skrive det.